# Комарево (област Монтана)
Вижте пояснителната страница за други значения на Комарево.
Комарѐво е село в Северозападна България. То се намира в община Берковица, област Монтана.

## Икономика
В селото се намира консервен завод на българската компания „Компас“ ЕООД, произвеждащ различни видове месни и рибни консерви и изнасящ продукцията си в над 20 държави по цял свят.
1. ↑  www.grao.bg